# Haematopota surugaensis
Haematopota surugaensis är en tvåvingeart som beskrevs av Hayakawa och Takahasi 1977. Haematopota surugaensis ingår i släktet Haematopota och familjen bromsar. Inga underarter finns listade i Catalogue of Life.